# 高鳴雁
高鸣雁（？—？），字少秩，號雝石，廣東廣州府顺德县人，明朝政治人物。

## 生平
万历二十八年（1600年）庚子科廣東乡试舉人，三十二年（1604年），登甲辰科进士，礼部觀政，本年授河间府推官，三十五年考察，三十九年補桂林府推官，四十二年升南户部主事。